# برمجيات دينالي
برمجيات دينالي المحدودة (Denali Software) هي شركة برمجيات أمريكية، مقرها سانيفال، كاليفورنيا. تنتج الشركة برامج أتمتة التصميم الإلكتروني (EDA)، الملكية الفكة (IP)، وتصميم وحدات و منصات للذاكرة، وواجهات أخرى و تصميم و التحقق من النظام على الشريحه (SoC). وتمتلك مكاتب هندسة في سانيفيل، أوستن وبنغالور. تأسست عام 1996، ويقع مقرها الرئيسي في سانيفيل كاليفورنيا، تعمل على صناعة الالكترونيات عالميا مع بيع مباشر و مكاتب دعم في أمريكا الشمالية، أوروبا، و آسيا.
في مايو 2010، أعلنت كيدانس لأنظمة التصميم (Cadence Design Systems) أنها ستشتري دينالي بمبلغ 315 مليون دولار أمريكي.

## وصلات خارجية
- موقع برمجيات دينالي المحدودة
- www.ememory.com